# انگلوود (کلرادو)
انگلوود (به انگلیسی: Englewood) شهری در ایالت کلرادو کشور ایالات متحده آمریکا است که جمعیت آن در سرشماری سال ۲۰۱۰ میلادی، ۳۰٬۲۵۵ نفر بوده‌است.